# Tiril Sjåstad Christiansen
Tiril Sjåstad Christiansen (Geilo, 7 aprile 1995) è un'ex sciatrice freestyle norvegese, specialista di halfpipe e slopestyle.

## Biografia
In Coppa del Mondo ha esordito il 21 gennaio 2011 a Kreischberg (4ª nell'halfpipe) e ha ottenuto la prima vittoria, nonché primo podio, l'8 febbraio 2013 a Silvaplana, nella specialità dello slopestyle.
In carriera ha preso parte a due edizioni dei Campionati mondiali (8ª nello slopestyle a Park City 2011 il miglior risultato).

## Palmarès

### Olimpiadi giovanili
- 1 medaglia:
  - 1 argento (halfpipe a Innsbruck 2012)

### Winter X Games
- 5 medaglie:
  - 2 ori (slopestyle ad Aspen 2013; big air a Oslo 2016)
  - 2 argenti (slopestyle a Tignes 2013; slopestyle ad Aspen 2016)
  - 1 bronzo (big air a Fornebu 2018)

### Mondiali juniores
- 1 medaglia:
  - 1 argento (slopestyle a Valmalenco 2012)

### Coppa del Mondo
- Vincitrice della Coppa del Mondo di slopestyle nel 2016
- Miglior piazzamento in classifica generale: 3ª nel 2016
- 9 podi:
  - 6 vittorie
  - 3 terzi posti

#### Coppa del Mondo - vittorie
| Data             | Luogo            | Paese         | Disciplina |
| ---------------- | ---------------- | ------------- | ---------- |
| 8 febbraio 2013  | Silvaplana       | Svizzera      | SS         |
| 25 agosto 2013   | Cardrona         | Nuova Zelanda | SS         |
| 14 marzo 2015    | Silvaplana       | Svizzera      | SS         |
| 28 agosto 2015   | Cardrona         | Nuova Zelanda | SS         |
| 20 febbraio 2016 | Phoenix Park     | Corea del Sud | SS         |
| 21 gennaio 2018  | Mammoth Mountain | Stati Uniti   | SS         |

Legenda:

SS = Slopestyle